# Роберт Шпехар
Роберт Шпехар (хорв. Robert Špehar, нар. 13 травня 1970, Осієк) — хорватський футболіст, що грав на позиції нападника.
Виступав, зокрема, за клуби «Монако» та «Спортінг», а також національну збірну Хорватії.
Чемпіон Хорватії. Чемпіон Бельгії. Володар Кубка Бельгії. Володар Кубка Кіпру.
Його син Діно також став професійним футболістом.

## Клубна кар'єра
У дорослому футболі дебютував 1990 року виступами за команду клубу «Осієк», в якій провів три сезони, взявши участь у 43 матчах чемпіонату. За цей час виборов титул чемпіона Хорватії.
Згодом з 1993 по 1997 рік грав у складі команд клубів «Загреб», «Осієк» та «Брюгге». Граючи за «Брюгге» додав до переліку своїх трофеїв титул чемпіона Бельгії, ставав володарем Кубка Бельгії, а в сезоні 1996/97 з 26 забитими голами став найкращим бомбардиром бельгійської футбольної першості.
Своєю грою за останню команду привернув увагу представників тренерського штабу клубу «Монако», до складу якого приєднався 1997 року. Відіграв за команду з Монако наступні два сезони своєї ігрової кар'єри, проте гравцем основного складу не став.
Протягом 1999—2000 років захищав кольори команди клубу «Верона».
У 2000 році уклав контракт з клубом «Спортінг», у складі якого провів наступні два роки своєї кар'єри гравця.  У складі «Спортінга» також не став основним нападником, попри досить високу ефективність — мав середню результативність на рівні 0,45 голу за гру першості.
Протягом 2002—2004 років захищав кольори клубів «Галатасарай», «Стандард» (Льєж) та «Осієк».
Завершив професійну ігрову кар'єру у клубі «Омонія», за команду якого виступав протягом 2004—2005 років. За цей час додав до переліку своїх трофеїв титул володаря Кубка Кіпру.

## Виступи за збірну
У 1992 році дебютував в офіційних матчах у складі національної збірної Хорватії. Протягом кар'єри у національній команді, яка тривала 5 років, провів у формі головної команди країни лише 8 матчів, забивши 1 гол.

## Титули і досягнення

### Командні
- Чемпіон Хорватії (1):

«Осієк»: 1992-1993
- Чемпіон Бельгії (1):

«Брюгге»: 1995–1996
- Володар Кубка Бельгії (1):

«Брюгге»: 1995–1996
- Володар Суперкубка Бельгії (1):

«Брюгге»: 1996
- Володар Кубка Кіпру (1):

«Омонія»: 2004-2005

### Особисті
- Гравець року в Хорватії: 1995
- Кращий бомбардир Чемпіонату Бельгії: 1995–1996 (26)
- Кращий бомбардир Чемпіонату Хорватії: 1994-1995 (23), 2003-2004 (18)